# Gland (Vaud)
Pour les articles homonymes, voir Gland.
Gland /ɡlɑ̃/ est une ville et une commune suisse du canton de Vaud, située dans le district de Nyon. Elle fait partie de l'agglomération du Grand Genève.

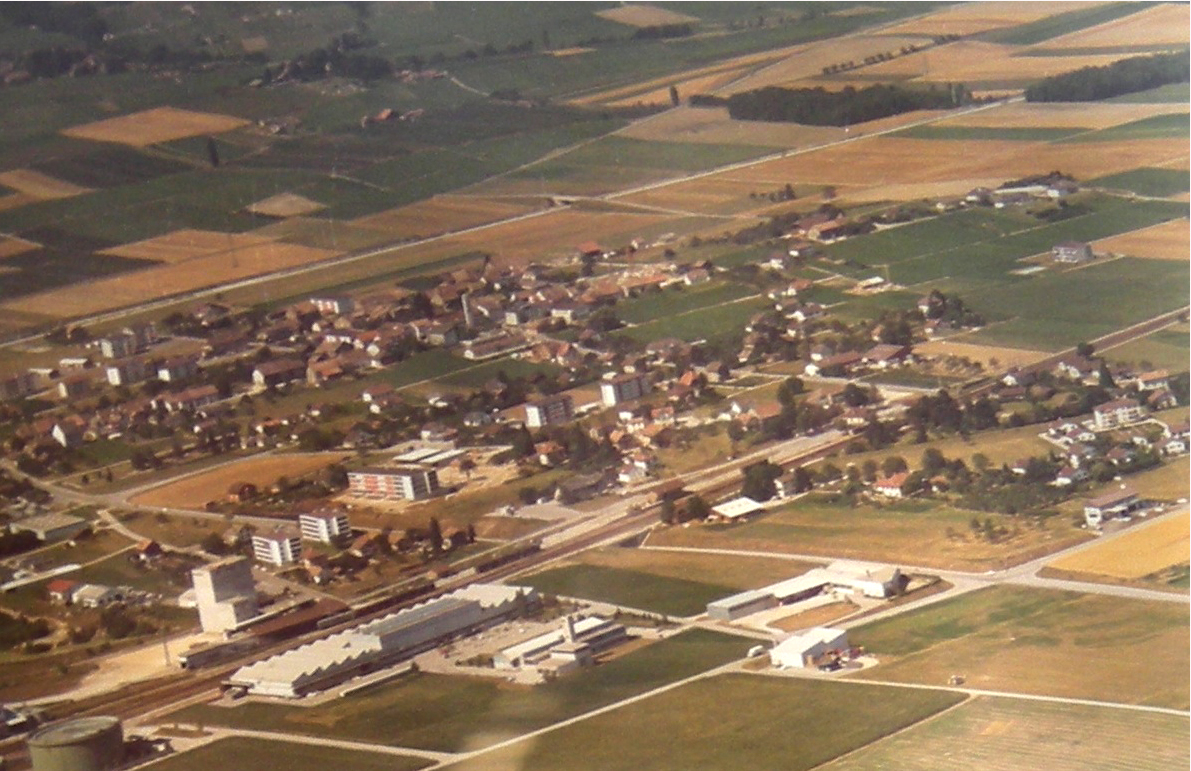
Gland, 1972.

## Géographie

### Situation
Gland se situe à mi-chemin entre Genève et Lausanne (à environ 30 km de chacune d'entre elles[réf. souhaitée]), à 5 km au nord-nord-est de Nyon, dans une plaine entre les hauteurs de La Côte et le Léman, sur une terrasse modérément inclinée vers le lac et aboutissant à un talus d'érosion d'environ 10 m de haut formé par l'ancien delta de la Promenthouse.
Le territoire de Gland s'étend sur 8,32 km2. Lors du relevé de 2013-2018, les surfaces d'habitations et d'infrastructures représentaient 43,4 % de sa superficie, les surfaces agricoles 42,3 %, les surfaces boisées 14,5 % et les surfaces improductives 0,2 %.

### Transports
La ville possède une gare ferroviaire depuis 1858, situé sur la ligne Lausanne – Genève via la gare de Gland et une ligne de bus interne, le transport urbain de Gland (TUG), exploitée par CarPostal où elle est désignée par le no 831 et où la tarification Mobilis Vaud s'applique.
La ville se trouve à la sortie 12 de l'autoroute A1.
Entre 1906 et 1954, un tramway reliait Gland à Begnins.

## Toponymie
Le nom de la commune, qui se prononce /ɡlɑ̃/, a la même origine que la région fribourgeoise de la Glâne. Il remonte au mot gaulois glana qui signifie « la limpide ». Comme souvent, le nom de la localité a désigné d’abord celui de la rivière qui la traversait. L'étymologie populaire explique le rapprochement orthographique avec le fruit du chêne.
Dans l'Antiquité, les Romains nomment l'endroit Villa Glanis. Glanis désigne en latin une espèce de poisson et une rivière de Campanie.
La première occurrence écrite du toponyme date de 994 à 1049, sous la forme de Glans. Dès le XIIe siècle est utilisé le toponyme Glant. Glans et Glanez sont des erreurs orthographiques.

## Histoire

### Préhistoire et Antiquité
Les premières traces humaines à Gland remontent à 3 000 ans avant Jésus-Christ, à l'époque préhistorique des lacustres. Vers 450 avant Jésus-Christ, des Helvètes s'établissent à Gland.
Quelques siècles plus tard, on y trouve les Romains, comme l'atteste la présence d'une douzaine de sites. Ces derniers nomment la région comprenant Gland Civitas Equestrium, c'est-à-dire le pays des Équestres. Pendant l'occupation romaine, les populations résidant à Gland se romanisent.
Au Ve siècle, les Romains offrent aux Burgondes la possibilité de s'installer à l'ouest du Léman, en terre allobroge, en échange de leur engagement à empêcher des incursions étrangères. Cependant, après l'assassinat de l'empereur Aitius[Qui ?], les Burgondes occupent les terres à l'est du Léman, dont Gland.

### Moyen Âge
La domination burgonde sur la région comprenant Gland prend fin en 534, quand les Francs envahissent ce territoire.
Au XIe siècle, la région de Gland se trouve à l'intérieur du comté des Équestres et dépend d'abord de l'archevêque de Besançon. Mais celui-ci décide, vers 1100, de la remettre à Humbert, fils d'Ulrich, de la maison de Cossonay. En 1230, Jean de Cossonay partage ses terres entre ses deux fils et Guillaume, le cadet, reçoit les terres de Prangins, qui comprennent le village de Gland. Gland se retrouve alors sous l'autorité des seigneurs de Prangins.
Toutefois, le fils de Guillaume de Prangins, Aymon, s'oppose à Amédée V de Savoie. Ce dernier réagit en s'emparant de ses terres, dont Gland, avec l'aide du baron de Vaud, Louis Ier. Le territoire de Gland est ensuite administré par des nobles, vassaux de la maison de Savoie : la maison de Gingins, la maison de Gland et la maison de Lucinge. Les habitants de Gland doivent leur verser une rente régulière et réaliser un certain nombre de corvées (fauche, moisson, charroi, etc.).

### Temps modernes
En 1536, les troupes bernoises conquièrent le territoire glandois, comme le reste du canton de Vaud, alors qu'elles se rendent au secours de Genève, menacée par les armées savoyardes. Durant le règne bernois, les habitants de Gland se convertissent à la foi réformée. Dès 1550, Gland possède un premier pasteur, Pierre Chaubert. La même année, l'autorité bernoise lève un impôt extraordinaire sur la fortune des chefs de famille glandois et vaudois appelé taille. Durant cette période, et pendant deux siècles, il existe à Gland un consistoire, composé du pasteur et de personnalités de la paroisse, chargé d'enquêter et de juger les comportements non conformes aux bonnes mœurs (blasphème, paillardise, abus de danse ou d'alcool, problèmes matrimoniaux, etc.).
Au XVIIe et XVIIIe siècles, la commune est dirigée par un conseil de neuf membres, appelés « honorables conseillers et communiers », issus de la bourgeoisie aisée locale, et par deux gouverneurs élus par ce conseil parmi eux. Durant ce siècle, la population de Gland, d'environ 200 habitants, connaît une grande pauvreté et la paroisse assume alors un rôle d'assistance auprès des plus pauvres avec l'aide de la bourse des pauvres. Dès 1700, Gland accueille des réfugiés français huguenots fuyant la répression suivant la révocation de l'édit de Nantes par Louis XIV. Enfin, en 1789, les autorités communales créent les armoiries actuelles de Gland.

### Héraldique
| Blason de Gland | Blason  | D’argent au chêne de sinople englanté d’or, mouvant d’un mont du second.              |
| Blason de Gland | Détails | Les armoiries des communes vaudoises sont soumises à l'approbation du Conseil d'État. |

### Ère contemporaine
En 1798, après l'invasion de la Suisse par les troupes françaises et la fin de la dominion bernoise sur le canton de Vaud, les Glandois, à présent plus de 300, célèbrent, avec le soutien des communiers, l'indépendance du canton. Le gouverneur de Gland, Louis Cristin, fait retirer le drapeau bernois et hisser celui de Gland, tandis que la population plante un tilleul de la liberté. Le 8 février de la même année, la commune de Gland est intégrée au canton du Léman, lui-même rattaché à la République helvétique. Cependant, ce sont plus ou moins les mêmes personnes qui continuent de gouverner Gland après les élections d'avril 1798. L'année suivante, en 1799, le conseil des communiers est toutefois remplacé par une Régie, tandis que la population glandoise élit sa première Municipalité. Entre 1799 et 1803, il existe en outre un agent national.
Cinq ans plus tard, en 1803, après l'Acte de Médiation, Gland élit son premier syndic, Jean-Marc Caboussat, arrière-petit-fils d'un réfugié huguenot. Seuls les propriétaires ou les bourgeois sont alors éligibles au sein de la Municipalité et la Régie est supprimée. Et ce alors qu'en ce début du XIXe siècle, les habitants de Gland vivent toujours dans un état de grande pauvreté. À partir de 1813, les Glandois commencent à utiliser le droit de pétition. En 1815, un Conseil général est créé. Il se compose des 43 citoyens les plus aisés du village.
En 1870, l'éclairage public à pétrole est installé. En 1907, le village de Gland atteint le seuil de 800 habitants. Ce faisant, le Conseil général est remplacé par un Conseil communal.
Au XXe siècle, jusque dans les années 1960, Gland est un village d'agriculteurs et de viticulteurs. Dès la construction de l'autoroute A1 Genève-Lausanne, la population à la recherche d'un endroit tranquille, mais tout de même pas trop éloigné des centres urbains que sont Genève et Lausanne, commence à affluer. En 1962, Gland voit apparaître sa première agence bancaire. Dès le milieu des années 1980, Gland commence à construire des centres commerciaux et à développer le commerce local[réf. souhaitée].

## Population et société

### Gentilé et surnom
Les habitants de la commune se nomment les Glandois (Glandoises au féminin).
Ils sont surnommés les Croque-Raves (les raves étant cultivées dans la région),.

### Démographie

#### Évolution de la population
La commune compte 14 018 habitants au 31 décembre 2023 pour une densité de population de 1 685 hab/km2. Sur la période 2010-2023, sa population a augmenté de 20,5 % (canton : 18,6 % ; Suisse : 9,4 %).  

#### Pyramide des âges
En 2023, le taux de personnes de moins de 30 ans s'élève à 35,8 %, au-dessus de la valeur cantonale (34,6 %). Le taux de personnes de plus de 60 ans est quant à lui de 18,5 %, alors qu'il est de 22,5 % au niveau cantonal.
La même année, la commune compte 6 839 hommes pour 7 179 femmes, soit un taux de 48,8 % d'hommes, inférieur à celui du canton (49,1 %).
| Hommes | Classe d’âge | Femmes |
| ------ | ------------ | ------ |
| 0,4    | 90 ans ou +  | 0,7    |
| 4,9    | 75 à 89 ans  | 6,3    |
| 12,0   | 60 à 74 ans  | 12,6   |
| 21,4   | 45 à 59 ans  | 23,0   |
| 24,1   | 30 à 44 ans  | 23,1   |
| 19,2   | 15 à 29 ans  | 17,7   |
| 18,0   | - de 14 ans  | 16,7   |

| Hommes | Classe d’âge | Femmes |
| ------ | ------------ | ------ |
| 0,6    | 90 ans ou +  | 1,4    |
| 6,5    | 75 à 89 ans  | 8,7    |
| 13,5   | 60 à 74 ans  | 14,3   |
| 20,9   | 45 à 59 ans  | 20,9   |
| 22,3   | 30 à 44 ans  | 21,7   |
| 19,6   | 15 à 29 ans  | 17,7   |
| 16,6   | - de 14 ans  | 15,3   |

En 2015, Gland était la ville de Suisse comptant le moins d'habitants de plus de 64 ans.
En 2023, 31% de la population a moins de 25 ans, tandis que des ressortissants de 105 nationalités différentes résident sur le territoire communal.

## Politique

### Partis politiques
Sur les six principaux partis politiques suisses, quatre sont présents à Gland : le Parti socialiste (PS) depuis 1956, Les Verts, le Parti libéral-radical (PLR) et l'Union démocratique du centre (UDC). Les deux principaux partis politiques suisses absents sont le Centre et les Vert'libéraux, tout comme l'extrême gauche. Gland possède par contre un parti communal, la Gens de Gland (GdG) fondé en 1973. En 1981, Gland a aussi compté un Groupe des démocrates de Gland et un Parti socialiste autonome.

### Conseil communal
Depuis 1907, le pouvoir législatif est incarné à Gland par un conseil communal composé de 75 membres, élus tous les cinq ans lors d'un scrutin proportionnel. Le scrutin de 2021 a donné une majorité relative au GdG, suivi du PS et des Verts avec 19 sièges, du PLR avec 17 sièges et de l'UDC avec 7 sièges. Le président du Conseil communal est Sébastien Bertherin (GdG).
Le conseil communal se réunit généralement en plénière huit fois dans l'année et ses membres se réunissent régulièrement au sein de commissions. L'ancêtre du conseil communal était, entre 1815 et 1907, le conseil général.

### Municipalité
Le pouvoir exécutif est exercé par la Municipalité, un conseil de sept membres élu lui aussi tous les cinq ans.
Sur les sept membres de l'exécutif, cinq sont des représentants de la Gens de Gland et deux du Parti libéral-radical lors de la législature 2021-2026. Lors de la précédente législature, la gauche détenait un siège au sein de l'exécutif, par le biais du socialiste Michael Rohrer.
Dans le détail, Christine Girod-Baumgartner (PLR) est syndique et responsable du développement durable, Gérald Cretegny (GdG) est à la tête de la sécurité publique et des transports publics, Isabelle Monney (GdG) dirige les affaires sociales, la culture, la politique sanitaire et la politique de soutien aux personnes âgées, Gilles Davoine (GdG) administre les finances et le sport, Yves Froidevaux (PS Les Verts) s'occupe de la gestion des bâtiments et de l'urbanisme, Jeannette Weber (PLR) de l'accueil de l'enfance et de la jeunesse et des écoles, et Christelle Giraud-Nydegger (GdG) des espaces verts, de la voirie, des équipements et des forêts.

## Économie

### Administration
L'administration communale est composée de six services : le service des bâtiments et de l'urbanisme, le service des infrastructures et de l'environnement, le service des finances et de l'économie, le service de la population, le service de la culture et des affaires sociales et le service de l'enfance et de la jeunesse. Elle possède en outre un secrétariat divisé en quatre offices : l'office de la communication, l'office informatique, l'office des ressources humaines et l'office du développement durable.

### Entreprises
Gland héberge environ 1 000 entreprises, pour un total d'approximativement 5 500 emplois, et notamment le siège de la banque Swissquote, de l'entreprise de biotechnologie Vivent et de l'usine électrique des Avouillons, propriété de la Société électrique intercommunale de la Côte depuis 1983. Il existe par ailleurs une Association Économique de Gland et Région qui regroupe 150 membres. Cette association a vu le jour en 1981 sous le nom Groupement d'animation de Gland, avant d'être renommée Association Commercial de Gland en 1992, puis Association Économique de Gland et Région (AEGR).

### Organisations internationales et organisations non gouvernementales

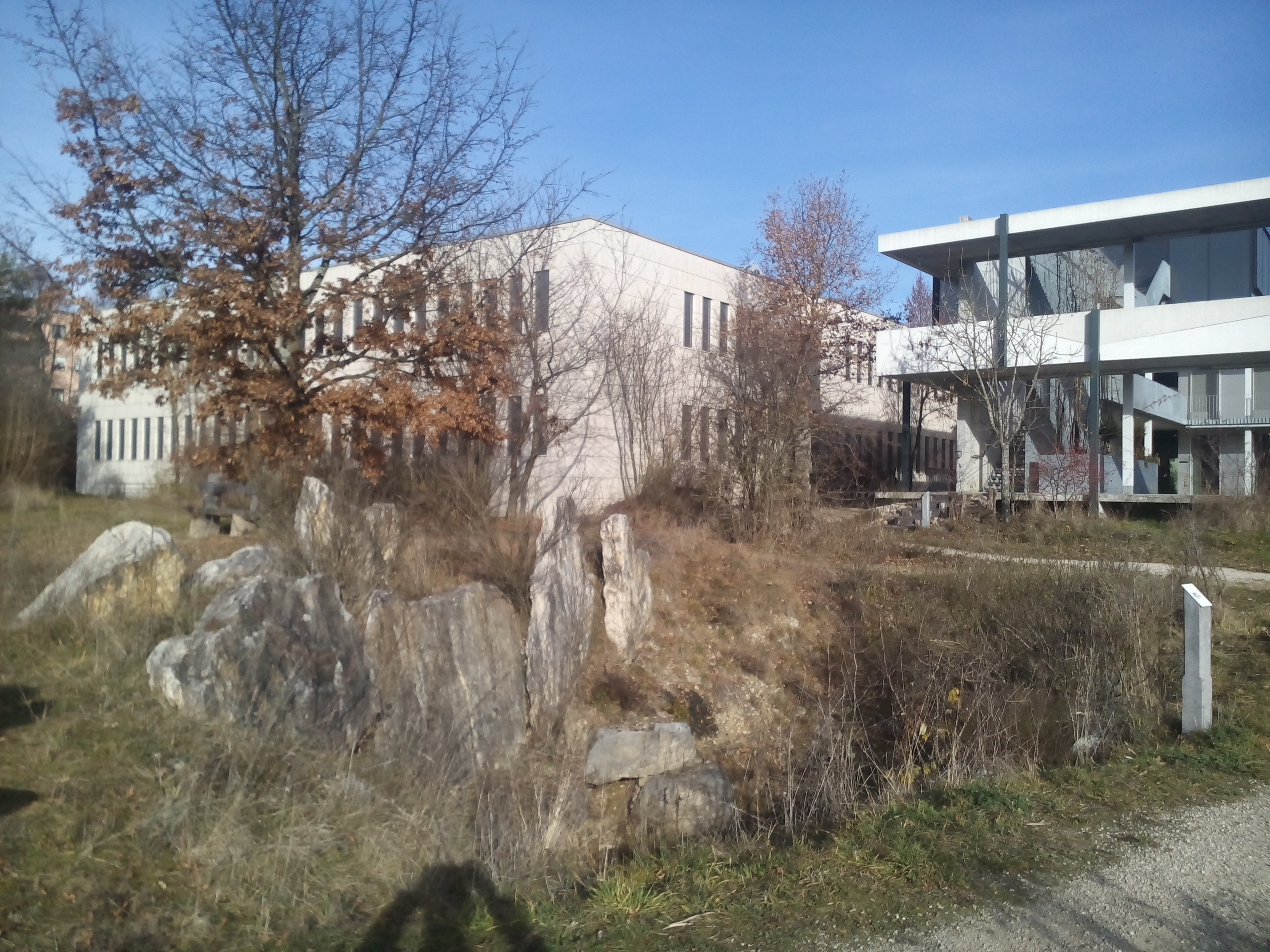
Le Centre de la conservation de l'UICN à Gland.

Depuis 2010, plusieurs organisations internationales et organisations non gouvernementales partagent des locaux dans le Centre de la conservation de l'Union internationale pour la conservation de la nature. Il s'agit du Fonds mondial pour la nature (WWF) de la convention de Ramsar, traité international pour la conservation et l'utilisation durable des zones humides, de l'African Wildlife Foundation, de l'Association mondiale des zoos et des aquariums, de l'Association internationale des éducateurs de zoo et du réseau chrétien international de défense de l'environnement A Rocha.

### Tourisme
Le « sentier des Toblerones », qui suit la ligne des Toblerones, est une ligne de fortifications datant de la Seconde Guerre mondiale qui se trouve en partie sur le territoire de la commune.
Le sentier historique relie le château de Prangins au domaine de La Lignière.
Au bord du lac il y a une petite plage communale, nommée plage de la Falaise.

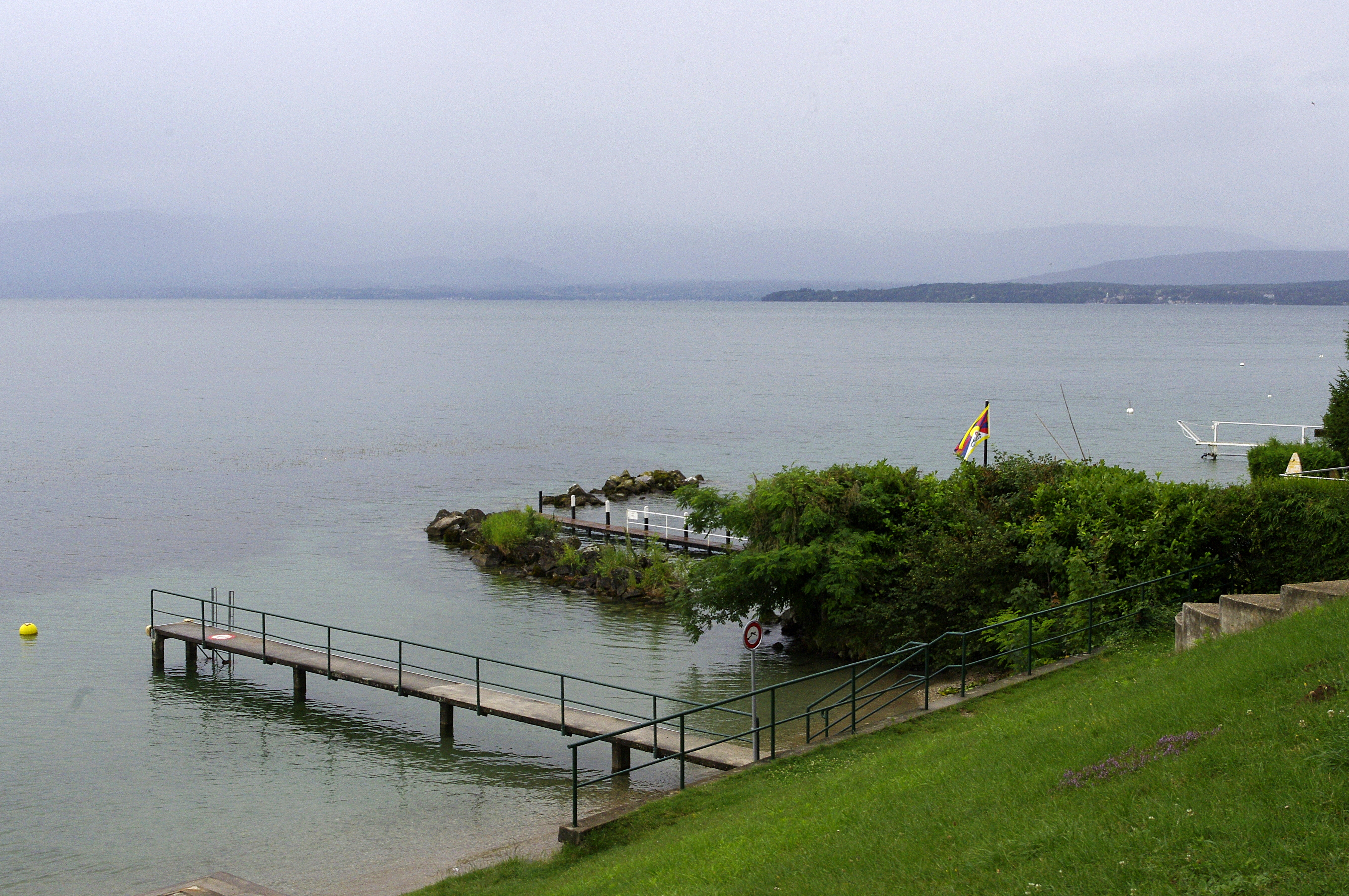
Le Léman à Gland.

## Culture et patrimoine

### Culture
La commune de Gland possède un théâtre, le Théâtre de Grand-Champ, qui fait aussi office de cinéma et de salle de concert, une bibliothèque, et, depuis 1909, une fanfare.

### Médias
L'Association Économique de Gland et Région a publié de 1983 à 1996 un journal intitulé Gland Éco. Dès 1996, elle publie un nouveau journal nommé Gland Cité tiré à plus de 11 500 exemplaires. Par ailleurs, un journal communal paraît six fois par année, encarté au sein du journal Gland Cité.

### Patrimoine bâti
- Église protestante Saint-Paul (Grand-Rue 36), bâtie entre 1968-1969 par les architectes Claude et Anne Raccoursier[52],
- Église catholique Saint-Jean-Baptiste, bâtie entre 2020-2022 selon le projet architectural du bureau Coretra et consacrée le 13 février 2022 par l’évêque Charles Morerod[53].
- La villa Prangins (actuellement club-house du Golf club Domaine Impérial). Construite à La Bergerie en 1860 par le prince Napoléon-Jérôme Bonaparte selon les plans de l'ingénieur, architecte et politicien parisien Émile Trélat[54].
- villa Rajada, construite par les frères Jakob et Christian Hunziker et par Robert Frei entre 1960 et 1962, est classée avec ses dépendances et ses environs, comme biens culturels suisses d'importance nationale[55].

### Archives
Les archives communales, placées sous la responsabilité du secrétariat communal, conservent des fonds qui remontent jusqu'en 1574.

### Personnalités liées à la commune
- Jérôme Napoléon, cousin germain de Napoléon III, a résidé entre 1886 et 1891 à Gland à la Villa Prangins[C 32].
- Oscar Wilde a résidé en 1899 à Gland dans la villa Le Rêve (démolie dans les années 1940)[59]
- Ignace Paderewski, compositeur virtuose polonais, a vécu entre 1905 et 1928 dans la propriété des Avouillons[C 33].
- Charles Ier, dernier empereur de l'empire austro-hongrois[60], résida à Gland en 1920[11].
- Marie-Thérèse Porchet, personnage fictif humoristique, imaginé par les Suisses Pierre Naftule et Pascal Bernheim, interprété par le comédien Joseph Gorgoni. Elle habiterait la ville qui, en 2002, a même renommé une de ses places « square Marie-Thérèse Porchet née Bertholet »[61].
- Michael Schumacher, septuple champion du monde de Formule 1, réside à Gland.

### Autres références
1. 1 2 3  « Bilan démographique selon le niveau géographique institutionnel » , sur Office fédéral de la statistique (consulté le 18 avril 2025).
2. 1 2  « Portraits régionaux 2021: chiffres-clés de toutes les communes »  [xls], sur Office fédéral de la statistique (consulté le 5 mars 2023).
3. ↑  Charles Knapp (dir.), Dictionnaire géographique de la Suisse, vol. 2 : Engadine Alpes d' - Langenberg, Neuchâtel, Victor Attinger, 1902-1910 (lire en ligne ), p. 287 [détail des éditions]
4. ↑  Office fédéral de la statistique, « Statistique de la superficie standard - Communes selon 4 domaines principaux »  [xls], sur www.bfs.admin.ch, 25 novembre 2021 (consulté le 25 mars 2023).
5. 1 2 3  « Gland », sur hls-dhs-dss.ch (consulté le 18 juillet 2023)
6. ↑  « Transport urbain de Gland (TUG) » [archive du 26 novembre 2017], sur gland.ch (consulté le 19 septembre 2021)
7. 1 2 3  Wulf Müller, Nicolas Pépin et Andres Kristol, « Gland (Vaud) » , sur toponymes.ch (consulté le 2 septembre 2023).
8. ↑  Albin Jaques, « L’origine des noms de rivières », Passé simple, mensuel romand d’histoire et d’archéologie,‎ février 2017, p. 2-12.
9. ↑  « Histoire vaudoise, époque moderne | svha - Société Vaudoise d'histoire et d'archéologie », sur svha-vd.ch (consulté le 18 juillet 2023)
10. ↑  
« Annexe à l'arrêté relatif aux armoiries communales du 21 décembre 2016 (175.12.1) » (consulté le 2 septembre 2023), p. 90
11. 1 2  « Histoire et patrimoine », sur Commune de Gland - Site officiel (consulté le 17 juillet 2023)
12. ↑  Caboussat, 2000, p. 80-81.
13. 1 2 3 4  Caboussat, 2000, p. 81.
14. ↑  Caboussat 2000, p. 86.
15. 1 2  Würgler 2000, p. 70.
16. ↑  Paul Fehlmann, Ethniques, surnoms et sobriquets des villes et villages en Suisse romande, Haute-Savoie et alentour, dans la vallée d'Aoste et au Tessin, Genève, Jullien, 1990, 274 p. (ISBN 2-88412-000-9), p. 59
17. ↑  Charles Roux, Noms et sobriquets des Vaudois, Yens-sur-Morges, Cabédita, 2001, 129 p. (ISBN 2-88295-339-9), p. 49
18. ↑  « UCV - Annuaire - Recherche et carte - Gland », sur www.ucv.ch (consulté le 3 mars 2022)
19. ↑  « Variation de la population résidante permanente, de 2010 à 2023 » , sur Office fédéral de la statistique (consulté le 21 avril 2025).
20. ↑  « Évolution de la population des communes 1850-2000 » , sur Office fédéral de la statistique, 1er novembre 2005 (consulté le 6 mars 2023).
21. 1 2 3 4  « Population résidante permanente et non permanente selon les niveaux géographiques institutionnels, la nationalité (catégorie), le lieu de naissance, le sexe et la classe d'âge » , sur Office fédéral de la statistique (consulté le 18 avril 2025).
22. ↑  « Gland est la ville qui compte le moins d'habitants de plus de 64 ans », sur rts.ch, 15 avril 2015 (consulté le 18 juillet 2023)
23. ↑  « Service de l'enfance et de la jeunesse », sur Commune de Gland - Site officiel, 19 juin 2023 (consulté le 15 août 2023).
24. ↑  « Partis politiques », sur www.eda.admin.ch (consulté le 16 août 2023)
25. ↑  Caboussat, 2000, p. 118.
26. ↑  « GDG - Gens de Gland | Ma Vie Ma Ville » (consulté le 16 août 2023)
27. ↑  Caboussat 2000, p. 125.
28. ↑  « Conseil communal :: Ma Ville - », sur Commune de Gland - Site officiel, 20 juin 2023 (consulté le 19 juillet 2023)
29. ↑  « Commissions et délégations », sur Commune de Gland - Site officiel, 20 juin 2023 (consulté le 19 juillet 2023)
30. ↑  « Municipalité : », sur Commune de Gland - Site officiel (consulté le 19 juillet 2023)
31. ↑  « Composition et dicastères », sur Commune de Gland - Site officiel, 18 juillet 2023 (consulté le 19 juillet 2023)
32. ↑  « Élections communales – La gauche perd son unique siège à l’Exécutif de Gland », sur 24 heures, 28 mars 2021 (consulté le 16 août 2023)
33. ↑  « Composition et dicastères », sur Commune de Gland - Site officiel, 18 juillet 2023 (consulté le 15 août 2023)
34. ↑  WnG Solutions SA, « Administration communale :: Ma Ville - Commune de Gland - Site officiel », sur Titre du site (consulté le 4 septembre 2023)
35. ↑  WnG Solutions SA, « Secrétariat municipal :: Administration communale :: Ma Ville - Commune de Gland - Site officiel », sur Titre du site, 1er septembre 2023 (consulté le 4 septembre 2023)
36. ↑  « Portrait », sur Commune de Gland - Site officiel (consulté le 18 juillet 2023)
37. ↑  (en-GB) vivent-admin, « About us », sur Vivent (consulté le 18 septembre 2023)
38. ↑  « Usine électrique des Avouillons », sur Commune de Gland - Site officiel, 30 mai 2023 (consulté le 17 juillet 2023)
39. ↑  « À propos de l'Association Économique de Gland et Région - Association Économique de Gland et Région (AEGR) », 16 décembre 2020 (consulté le 18 juillet 2023)
40. ↑  Würgler 2000, p. 68.
41. ↑  « Association Économique de Gland et Région (AEGR) », 14 décembre 2020 (consulté le 4 février 2025)
42. ↑  « Centre de Conservation de l'UICN » (avec notamment une galerie de photos du siège de l'UICN), sur iucn.org (consulté le 19 septembre 2021) : « Le Centre de conservation accueille également d'autres organisations du monde de la conservation : WWF International, la convention de Ramsar, la fondation MAVA et l'Association mondiale des zoos et aquariums. ».
43. ↑  (en) « 60 Years of Visionary Conservation Leadership », sur African Wildlife Foundation, 13 septembre 2023 (consulté le 18 septembre 2023)
44. ↑  « Plage de la Falaise, Gland », sur www.lacote-tourisme.ch (consulté le 17 juillet 2023)
45. ↑  « Théâtre », sur Commune de Gland - Site officiel, 17 juillet 2023 (consulté le 18 juillet 2023)
46. ↑  « Cinéma », sur Site culturel de la Ville de Gland (consulté le 18 juillet 2023)
47. ↑  « Musique classique », sur Site culturel de la Ville de Gland (consulté le 18 juillet 2023)
48. ↑  « Bibliothèque communale et scolaire », sur Commune de Gland - Site officiel, 15 septembre 2022 (consulté le 18 juillet 2023)
49. ↑  « Histoire », sur fanfare-de-gland (consulté le 24 septembre 2023)
50. ↑  « Gland Cité », 16 décembre 2020 (consulté le 21 août 2023)
51. ↑  « Journal communal », sur Commune de Gland - Site officiel, 14 juin 2023 (consulté le 15 août 2023)
52. ↑  « Université de Berne, base de données sur l'architecture religieuse moderne en Suisse », sur schweizerkirchenbautag.unibe.ch (consulté le 19 septembre 2021).
53. ↑  Raphaël Zbinden, « Gland: Une nouvelle église et un signe d’espérance », Cath.ch,‎ 2 août 2022 (lire en ligne, consulté le 5 août 2023).
54. ↑  Catherine Schmutz Nicod et Karina Queijo, « La vie parisienne au bord du Léman. Les propriétés du prince Napoléon, de Jean-Philippe Worth et de Gustave Eiffel », Monuments vaudois, vol. 14,‎ 2024, p. 22-30 (ISSN 1664-3011).
55. ↑  « L'inventaire édité par la confédération suisse, canton de Vaud » [archive du 19 septembre 2021] [PDF], sur bevoelkerungsschutz.admin.ch (consulté le 19 septembre 2021), p. 11.
56. ↑  « Archives communales », sur Commune de Gland - Site officiel, 7 août 2023 (consulté le 15 août 2023)
57. ↑  « Secrétariat municipal », sur Commune de Gland - Site officiel, 18 juillet 2023 (consulté le 21 juillet 2023)
58. ↑  « Fonds conservés :: Archives communales », sur Commune de Gland - Site officiel, 16 août 2023 (consulté le 16 août 2023)
59. ↑  « 2020 dans mon rétro: à Gland, j’ai chassé les fantômes des grands de ce monde », sur 2020 dans mon rétro: à Gland, j’ai chassé les fantômes des grands de ce monde (consulté le 19 juillet 2023)
60. ↑  « Le dernier empereur: Charles d'Autriche, 1887-1922 | Bibliothèque Sonore Romande », sur www.bibliothequesonore.ch (consulté le 17 juillet 2023)
61. ↑  « Une boutade qui se transforme en square : en 2002, la ville a décidé d'honorer sa plus fameuse ambassadrice, Marie-Thérèse Porchet. », La Côte,‎ 7 août 2015 (lire en ligne , consulté le 19 septembre 2021).